# Heilige Drie Gezusters
De Heilige Drie Gezusters betreft een reeds eeuwenlang bestaande devotie tot drie vroegchristelijke, heilig verklaarde vrouwen, en wel:
- Bertilia van Maroeuil
- Eutropia van Reims
- Genoveva van Parijs

De drie vrouwen leefden op verschillende tijdstippen in het noorden van Frankrijk en hebben in principe niets met elkaar te maken maar zouden behoord hebben tot dezelfde kloosterorde.
Mogelijk is de devotie een verchristelijking van een oudere Gallo-romeinse verering van de drie moedergodinnen of Matronae, die zittend werden afgebeeld en de vruchtbaarheid symboliseerden. Men neemt aan dat de christelijke vorm van deze devotie werd ingevoerd door bisschop Remaclus in de 7e eeuw. Omstreeks 800 was de verering wijdverbreid.
In het zuidelijk deel van de Belgische provincie Limburg zijn er vereringsplaatsen van de Gezusters. In respectievelijk Brustem, Rijkel en Zepperen staan kapellen die gewijd zijn aan respectievelijk Bertilia, Eutropia en Genoveva. De verering van de Drie Gezusters raakte ook verspreid in het noorden van de provincie Limburg met kapellen gewijd is aan de Heilige Drie Gezusters samen in Sint-Huibrechts-Lille Meeuwen, Reppel, Opgrimbie, Opoeteren en Swartbroek bij Weert (NL). 
In de volksdevotie is soms ook sprake van een Sint-Bertilia die beschouwd wordt als de moeder van de Drie Gezusters en al voor 1638 vereerd wordt aan de Sint-Bertiliabron in Rosmeer en ook in Groot-Gelmen .  Daarbij zijn er verwijzingen naar een naamgenote Bertilia van Chelles, die abdis was en stierf omstreeks 705.    
Er vinden nog altijd bedevaarten plaats naar kapellen van de Drie Gezusters
In Duitsland is er een variant op deze devotie. Hier worden de zusters Einbede, Warbede en Willebede aangeroepen, waarvan men in onder meer de Dom van Worms afbeeldingen vindt. 